# Георгий Палеолог
Георгий Палеолог (греч. Γεώργιος Παλαιολόγος) — византийский военачальник времен правления императора Алексея I Комнина (1081-1118). Является предком императора Византии Михаила VIII Палеолога.

## Происхождение
Георгий был сыном наместника Месопотамии Никифора Палеолога, первого известного представителя знатного византийского рода Палеологов.

## Биография
Георгий Палеолог участвовал в битве при Диррахии (1081) и разгроме печенегов (1091). Упоминается в Алексиаде Анны Комнины.

## Семья
Женой Георгия была Анна Дукиня, сестра Ирины Дукини, жены императора Алексея I Комнина. От этого брака было четыре сына :
- Никифор Палеолог — один из предков византийского императора Михаила VIII Палеолога.
- Алексей Палеолог — один из предков византийского императора Михаила VIII Палеолога.
- Михаил Палеолог[англ.] (ум. 1156) — севастократор, военачальник во время правления императора Мануила I Комнина
- Андроник Палеолог